# Brian Grellis
Brian Grellis (1937-) est un acteur britannique.

## Biographie
Brian Grellis naît en 1937 en Angleterre. Il est principalement connu pour son rôle du Sergent Bowker dans la série Z-Cars qu'il a joué de 1967 à 1978.

## Filmographie

### Cinéma
- 1972 : Sueur froide dans la nuit (Fear in the Night) : le second policier
- 1969 : Au service secret de Sa Majesté (On Her Majesty's Secret Service) : l'adjoint de Sir Hilary Bray
- 1969 : La bataille d'Angleterre (Battle of Britain) : Caporal Ernie
- 1969 : Le Raid suicide du sous-marin X1 (Submarine X-1) :  CPO Barquist
- 1969 : Opération V2 (Mosquito Squadron) : un pilote
- 1968 : Trio d'escrocs (Only When I Larf) : Spider

### Télévision
- 1986 : Help! : M. Puffin (1 épisode)
- 1985 : Brookside : Ted Cook (1 épisode)
- 1985 : Hitler's S.S.: Portrait in Evil : un policier
- 1984 : Threads : l'officier
- 1983 : Doctor Who, Saison 20, épisode 2 « Snakedance » : l'homme au mégaphone
- 1983 : Bergerac (Bergerac) : l'officier du port (1 épisode)
- 1982 : The Gentle Touch : le vendeur de hot-dog (1 épisode)
- 1982 : Minder : l'officier radio (1 épisode)
- 1981 : ITV Playhouse (1 épisode)
- 1980 : A Tale of Two Cities : Jacques Two (5 épisodes)
- 1980 : La Grande Aventure de James Onedin (The Onedin Line)
- 1980 : Enemy at the Door : Louis Brossard (1 épisode)
- 1980 : God's Wonderful Railway : Spider (1 épisode)
- 1979 : Lovely Couple : le propriétaire (1 épisode)
- 1979 : Room Service : Inspecteur Dunn (1 épisode)
- 1979 : Feet First : un policier (1 épisode)
- 1977 : Doctor Who, Saison 15, épisode 2 « The Invisible Enemy » : Safran
- 1977 : Anna Karenina : un huissier de justice (1 épisode)
- 1976 : Get Some In! : un sergent
- 1976 : Survivors : Les Grice
- 1975 : Doctor Who, Saison 12, épisode 6 « Revenge of the Cybermen » : Sheprah
- The Gentle Touch : le vendeur de hot-dog (1 épisode)
- 1975 : Circus : Jim (6 épisodes)
- 1975 : Last of the Summer Wine : Ted
- 1975 : Churchill’s People : Simon
- 1974 : No Strings : Bernard
- 1974 : The Brothers : Sergent Pritchard
- 1973 : Six Days of Justice : P.C. Palmer
- 1973 : The Dragon’s Opponent : un sergent
- 1973 : BBC Play of the Month : un contremaître
- 1973 : Away from It All : Drummond
- 1973 : The Regiment : Caporal Hassock
- 1973 : Whatever Happened to the Likely Lads? : Colin
- 1973 : War & Peace : un prisonnier russe
- 1972 : The Pathfinders : Frank Hardy
- 1972 : Villains : un officier
- 1972 : The Frighteners : Marty Smith
- 1972 : Jason King : Sergent Watkins
- 1971 : On the Buses : George
- 1971 : The Fenn Street Gang : un député
- 1971 : Trial : Ernie Stiles
- 1971 : Dear Mother… …Love Albert : un policier
- 1970 : The Mating Machine : Henry
- 1969 : Detective : Pete Smith
- 1969 : The First Lady
- 1969 : Out of the Unknown : un sergent (1 épisode)
- 1967-1978 : Z-Cars : Sergent Bowker (25 épisodes)
- 1967-1968 : Softly Softly : Jack Gregory/John Calloway (2 épisodes)
- 1963 : The Edgar Wallace Mystery Theatre : un livreur (1 épisode)